# پاناسونیک لومیکس دی‌ام‌سی-اف‌ایکس۳۷
پاناسونیک لومیکس دی‌ام‌سی-اف‌ایکس۳۷ (به انگلیسی: Panasonic Lumix DMC-FX37) یک دوربین عکاسی ساخت شرکت پاناسونیک است.